# اشلند (لوئیزیانا)
اشلند (به انگلیسی: Ashland) شهری در ایالت لوئیزیانا کشور ایالات متحده آمریکا است که جمعیت آن در سرشماری سال ۲۰۱۰ میلادی، ۲۶۹ نفر بوده‌است.